# Carinatodorcadion fulvum
Carinatodorcadion fulvum је врста инсекта из реда тврдокрилаца (Coleoptera) и породице стрижибуба (Cerambycidae). Сврстана је у потпородицу Lamiinae.

## Распрострањеност и станиште
Врста је распрострањена на подручју централне Европе, Украјине и Балканског полуострва. У Србији је честа врста и среће се на топлим и осунчаним ливадама.

## Опис
Глава и пронотум су црне боје, а елитрони, абдомен, бедра, голенице и први чланак антена су црвеносмеђе или црвене боје. Дужина антена мало прелази половину покрилаца. Пронотум је попречан, у средњем делу је дубока уздужна импресија, а бочно је кратак, широк трн. Елитрони су дуги, паралелни и широки као пронотум, са слабо израженим хумералним ребром. Дужина тела је од 13 до 26 mm.
- антене и пронотум

## Биологија
Животни циклус траје годину дана. Ларве живе слободно у земљи на корену трава и житарица. Имаго је активан од априла до јуна, обично се налазе на земљи поред бусења биљке домаћина.

## Галерија
- имаго дорзално
- имаго латерално
- парење

## Синоними
- Dorcadion fulvum (Scopoli, 1763)
- Cerambyx fulvus Scopoli, 1763
- Dorcadion (Autodorcadion) fulvum (Scopoli, 1763)